# Bibliothèque universitaire des langues et civilisations
La Biblioteca universitaria de lenguas y civilizaciones (BULAC) es una biblioteca universitaria que abrió sus puertas el 12 de diciembre de 2011. Junto con el Instituto nacional de lenguas y civilizaciones orientales (Inalco; en francés: Institut National des Langues et Civilisations), conforma el Polo de lenguas y civilizaciones, ubicado en la zona de planificación Paris Rive Gauche, al 65 rue des Grands-Moulins, en el sector de la Estación (en francés: quartier de la Gare) del 13º distrito de París. La BULAC es una biblioteca especializada particularmente en lenguas que se escriben en caracteres no latinos y constituyen ámbitos de docencia e investigación del Inalco. Esta particularidad aparece hasta en el logo de la institución, que ha sido traducido en distintos idiomas y existe en distintas versiones (en el sitio web y en la fachada del edificio de la BULAC) con lenguas diferentes: Biblioteca: ספריה [Hebreo] (sitio web) / 도서관 [Coreano] (fachada); Universitario: 大学 [Chino] (sitio web) / शिक्षक [ Devanagari] (fachada); Lenguas: γλώσσες [Griego moderno] (sitio web) / ဘာသာစကား [Birmano] (fachada); Civilizaciones: ཤེས་ཪིག [Tibetano] (sitio web) / ሥልጣኔ [Amhárico] (fachada).

## Edificio

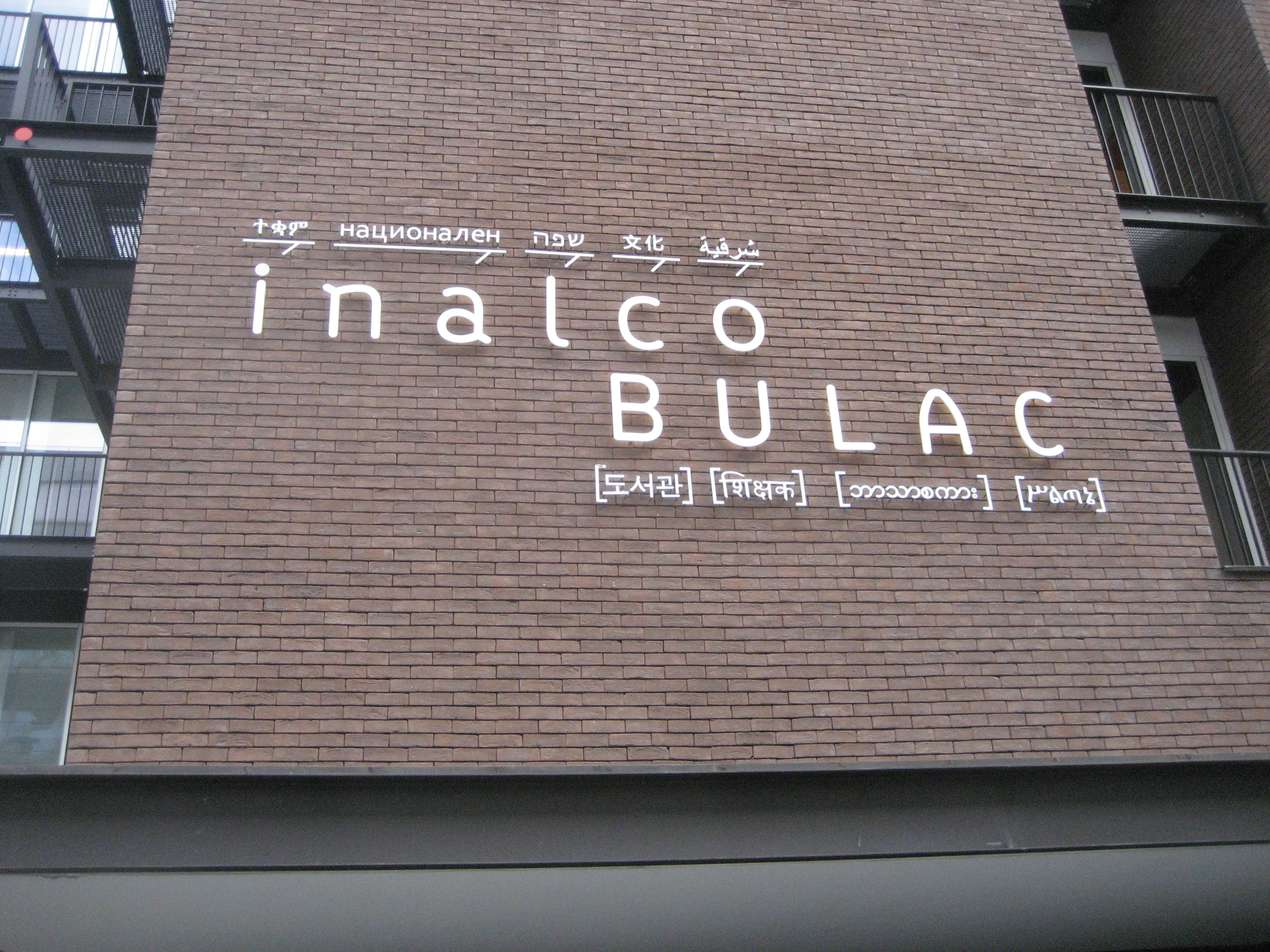
Entrada de la BULAC y del Inalco

El edificio, cuya construcción se inició en el verano 2008, es obra del arquitecto Yves Lion. Establecido en cinco niveles de una superficie total de 15 000 m², ofrece 910 espacios de lectura.
La construcción estuvo a cargo de la región Île-de-France, que también cubrió los dos tercios de la financiación, estimada en 80 millones de euros, el resto siendo aportado por el Estado.
El coste de funcionamiento de la estructura se estima a 2,5 M € anuales.

## Estatuto
En términos jurídicos, la BULAC es un Groupement d'Intérêt Public (GIP o Grupo de Interés Público) constituido entre las instituciones siguientes:
- Estado (ministerio a cargo de la Educación superior y de la Investigación);
- Instituto nacional de lenguas y civilizaciones orientales (Inalco);
- Escuela práctica de altos estudios (EPHE; en francés: École Pratique des Hautes Études);
- Escuela de altos estudios en ciencias sociales (EHESS; en francés: École des Hautes Études en Sciences Sociales);
- Escuela francesa de Extremo Oriente (EFEO);
- Universidad París 1 - Panthéon-Sorbonne;
- Universidad París 3 - Sorbonne Nouvelle;
- Sorbonne Universidad (hasta el 2018 Universidad París 4 - París-Sorbonne);
- Universidad París VII - Diderot (devenida en 2022 Universidad Paris-Cité);
- Centro nacional de la investigación científica (CNRS; en francés: Centre National de la Recherche Scientifique).

La BULAC está administrada por una asamblea general que incluye un representante de cada una de las instituciones asociadas, salvo el ministerio que cuenta con cuatro representantes (dos para la educación superior, dos para la investigación). Un consejo científico conformado por docentes e investigadores franceses y extranjeros define las políticas generales en materia de política documental y de investigación.
Dirección
La dirección de la BULAC consta de un director, un director adjunto y un director científico.
- Marie-Lise Tsagouria, conservadora de las bibliotecas, es directora del GIP BULAC.
- Director adjunto : Jean-François Chanal, director general de servicios
- Director científico : Benjamin Guichard sucedió el 1 de enero de 2015 a Francis Richard

## Colecciones
La biblioteca cuenta en sus colecciones 1,5 millón de volúmenes que cubren cerca de 350 lenguas en 80 alfabetos.

#### Bibliotecas asociadas

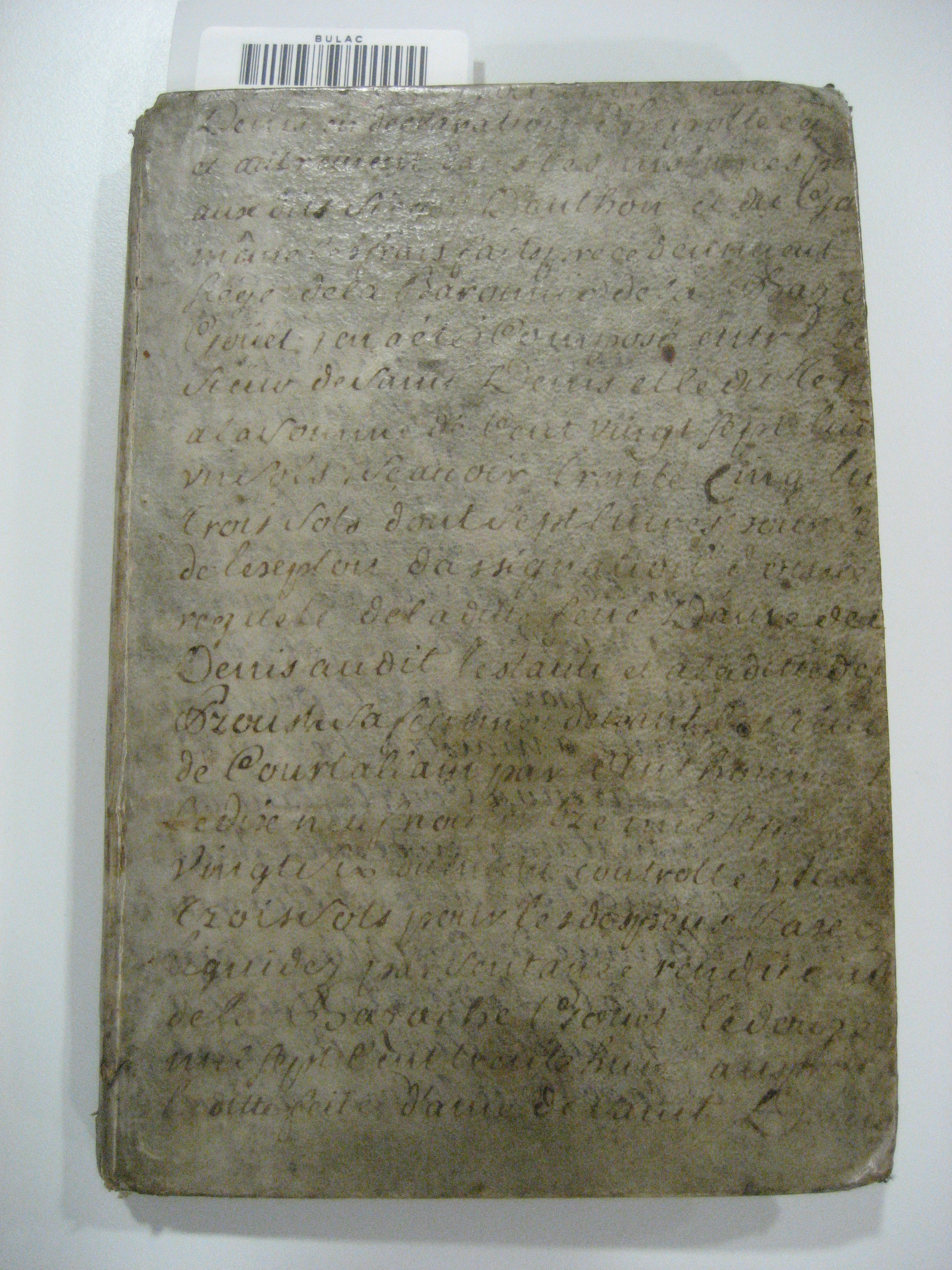
Vocabulario malgache (1773) (Colección BULAC).

La BULAC agrupa los fondos, antaño dispersos, de cerca de veinte bibliotecas especializadas, de las cuales la principal es la Biblioteca interuniversitaria de lenguas orientales (en francés: Bibliothèque interuniversitaire des langues orientales o BIULO, otrora biblioteca de la Escuela de lenguas orientales), ella misma localizada hasta el verano 2011 en cuatro sitios, al igual que el INALCO.
Las demás bibliotecas incorporadas en la BULAC son:
- el fondo eslavo de la Biblioteca interuniversitaria de la Sorbonne;
- para la universidad París III:
  - la biblioteca James-Darmesteter del Instituto de estudios iraníes
  - la biblioteca Jules-Bloch
  - los fondos fineses y turco-otomanos del Servicio común de documentación de París III
- parte de los fondos de la biblioteca del Centro de estudios eslavos (Sorbonne Universidad)
- parte de los fondos del UFR Lenguas y civilizaciones de Asia oriental (Universidad Paris-Cité)
- parte de los fondos de la biblioteca de la Escuela francesa de Extremo Oriente
- parte de los fondos de seis bibliotecas de la EHESS:
  - Biblioteca del Centro de investigaciones sobre Japón (en francés: Centre de recherches sur le Japon)
  - Biblioteca del Centro de estudios sobre la China moderna y contemporánea (en francés: Centre d'études sur la Chine moderne et contemporaine)
  - Biblioteca del Centro de estudios sobre India y Asia del Sur (en francés: Centre d'études sur l'Inde et l'Asie du Sud)
  - Biblioteca del Centro de investigaciones sobre Corea (en francés: Centre de recherches sur la Corée)
  - Biblioteca del Centro de estudios africanos (en francés: Centre d'études africaines)
  - Biblioteca del Centro de estudio de los mundos ruso, caucasiano y centro-europeo (en francés: Centre d'étude des mondes russe, caucasien et centre-européen)
- los fondos indianistas de la Biblioteca central de la sección historia y filología de la EPHE

#### Documentos
Un fuerte énfasis fue puesto en las colecciones de libre acceso, con la adquisición de 225 000 documentos (libros y periódicos), en francés, en inglés y sobre todo en las lenguas especializadas de la biblioteca.

#### El catálogo de la BULAC
El catálogo on-line de la BULAC, realizado con Koha, repertoria todos los documentos disponibles en la biblioteca, excepto algunas obras en caracteres no latinos adquiridas antes del 2000. Los documentos en lenguas a escritura no latina pueden estar descritos:
- en caracteres originales, respetando la grafía de la lengua y el sentido de la escritura.
- en transliteración o transcripción de las escrituras no latinas: cada carácter árabe, chino, griego, thaï,… es transcrito por un carácter latino, acentuado en caso de que sea necesario (transliteración), o por su transposición fonética (transcripción).

En 2019, una herramienta de descubrimiento (EDS de EBSCO) enriqueció el catálogo, con el fin de ofrecer un acceso a los recursos on-line (artículos, revistas, libros electrónicos, etc.) y a las colecciones patrimoniales digitalizadas, mediante un mismo campo de búsqueda.

#### La BiNA: Colecciones patrimoniales digitalizadas
La BiNA (Biblioteca Numérica Areal), producida con Omeka, da acceso al conjunto de los documentos libres de derechos y digitalizados por la BULAC: una selección de los fondos patrimoniales más valiosos procedentes del mundo entero (impresos antiguos, manuscritos, estampas, periódicos...). Todos los documentos se pueden consultar libremente o descargar desde el sitio web.
Los documentos digitalizados están organizados en diez colecciones, según su origen geográfico o su lengua:
- Asia
- Ámbito turco
- Medio Oriente, Magreb, Asia Central
- Ámbito persa
- Ámbito árabe
- Manuscritos naxi
- Ámbito chino
- Manuscritos turcos otomanos
- Manuscritos persas
- Manuscritos árabes

#### Le Carreau de la BULAC
La BULAC anima un blog de investigación en la plataforma Hypothèses.org. Este blog, Le Carreau de la BULAC (Baldosa de la BULAC), ofrece a los estudiantes e investigadores que trabajan sobre las lenguas y civilizaciones no occidentales, informaciones y actualidades sobre las colecciones de la BULAC y sobre las investigaciones en estudios regionales.

#### La Croisée de la BULAC
Adicionalmente, La Croisée de la BULAC censa las últimas publicaciones de una selección de blogs focalizados sobre África, Asia, Europa central y oriental, el Medio Oriente y los mundos musulmanes y sobre las culturas indígenas de América y Oceanía.